# Taylor Valley
Das Taylor Valley ist das südlichste der drei großen Antarktischen Trockentäler im ostantarktischen Viktorialand. Das etwa 28 km lange und 6 km breite Tal erstreckt sich vom Taylor-Gletscher im Westen bis zur Scott-Küste am McMurdo-Sund im Osten. Es wurde einst komplett vom genannten Gletscher besetzt. Im Taylor Valley befinden sich einige Seen. Der Bonneysee liegt im Westen und der Fryxellsee im Osten des Tals. Dazwischen liegen dicht beieinander der Hoaresee, der Tschadsee, der Mumienteich und der Parera Pond. Das Tal ist vom Wright Valley im Norden durch die Asgard Range getrennt, vom Ferrar-Gletscher im Süden durch die Kukri Hills.
Das Taylor Valley liegt im besonders verwalteten Gebiet Nr. 2 (ASMA-2) „Antarktische Trockentäler, südliches Victorialand“. Es enthält das besonders geschützte Gebiet Nr. 131 (ASPA-131) „Kanada-Gletscher, Fryxellsee, Taylor Valley, Victorialand“ und Teile des besonders geschützten Gebiets Nr. 172 (ASPA-172) „unterer Taylor-Gletscher und Blood Falls, Taylor Valley, Antarktische Trockentäler, Victorialand“.
Teilnehmer der britischen Discovery-Expedition (1901–1904) entdeckten es. Erkundet wurde es im Zuge der Nimrod-Expedition (1907–1909) und der Terra-Nova-Expedition (1910–1913). Benannt ist es nach dem australischen Geologen Thomas Griffith Taylor (1880–1963), Teilnehmer an der Terra-Nova-Expedition.